# قوبة (القفر)

تعديل مصدري - تعديل

قوبة محلة تابعة لقرية الركب، التابعة لعزلة بني مهدى بمديرية القفر إحدى مديريات محافظة إب في الجمهورية اليمنية، بلغ تعداد سكانها 29 حسب تعداد اليمن لعام 2004.